# محمد سليمان الأشقر
محمد بن سليمان بن عبد الله بن محمد «الأشقر» بن سليمان دغلس (16 سبتمبر 1930 - 16 نوفمبر 2008). مؤلف وعالم إسلامي وفقيه أصولي أردني من أصل فلسطيني.

## نشأته وطلبه للعلم
ولد في بٌرقة نابلس بفلسطين في 16 سبتمبر سنة 1930م، ونشأ في كنف والده الذي كان أميًا. إلا أنه كان يحب أهل العلم والأيمان ويبرهم. قرأ القرآن دون معلم، والتحق بالمدرسة الابتدائية في قريته وتخرج منها عام 1944. ثم التحق بالدراسة الثانوية بمدرسة الصلاحية بنابلس، حيث مكث أربع سنين. ذهب بعدها إلى المملكة العربية السعودية فعمل في التدريس الابتدائي سنة في المدرسة الفيصلية في مدينة بريدة سنة 1369 هـ وعمل في التجارة في الرياض سنة 1370 هـ وعندما اُفتتح معرض الرياض الديني الثانوي سنة 1371 هـ بادر الأشقر إلى الالتحاق به. وفي سنة 1372 هـ أُسندت إليه أمانة مكتبة دار الإفتاء في منطقة دخنة (خلف مسجد الشيخ محمد بن إبراهيم آل الشيخ). ومع ذلك حافظ على الدراسة بالمعهد، ثم بالكلية الشرعية في الرياض إلى أن تخرج منها سنة 1376 هـ في الفوج الأول من خريجيها. وقد أخذ فيها العلم عن مشايخه، فأخذ التفسير وأصول الفقه على الشيخ محمد الأمين الشنقيطي، والفقه والعقيدة على الشيخ عبد العزيز بن باز، والفرائض على الشيخ عبد العزيز بن رشيد، والحديث على الشيخ عبد الرحمن الإفريقي، والنحو على الشيخ عبد اللطيف سرحان والشيخ يوسف الضبع وغيرهم.

## عمله في التدريس
عمل في التدريس بمعهد «شقراء» العلمي، وأًسندت إليه إدارته عام 1377 هـ، نُقل بعدها للتدريس بالكلية الشرعية بالرياض عام 1378 هـ، وكان أول من درّس فيها من خريجيها. واستمر في ذلك حتى 1383 هـ. ثم التحق بالتدريس بالجامعة الإسلامية بالمدينة المنورة، فبقي فيها سنتين ثم انتقل بعد ذلك إلى الكويت.

## انتقاله إلى دولة الكويت
في الكويت أسندت إليه أمانة مكتبة وزارة الأوقاف والشؤون الإسلامية إثنا عشر عاماً من سنة (1385-1397هـ) حصل في أثنائها على درجتي الماجستير والدكتوراه من كلية الشريعة بجامعة الأزهر. وكانت رسالته للدكتوراه بعنوان: «أفعال الرسول ﷺ ودلالتها على الأحكام الشرعية». وهي فيما يتعلق من علم أصول الفقه بالسنن الفعليه. وكانت بإشراف الشيخ عبد الغني عبد الخالق. ولما أن استأنفت وزارة الأوقاف بالكويت مشروع الموسوعة الفقيه نُقل للعمل مع العاملين فيه وقد شارك في لجنة الفتوى الشرعية بالكويت كعضو من أعضائها من سنة 1969 م إلى أن وقعت أحداث الخليج عام 1990م.

## عودته إلى وطنه
رجع بعد ذلك إلى وطنه الأردن، وسكن في منطقة الجندويل من مناطق مدينة عمان، وتفرغ فيها للبحث والتأليف. وشارك في أثناء ذلك في بعض المؤتمرات والندوات الفقيه، لمنظمة الإسلامية للعلوم الطبية بالكويت. ولمجمع الفقه الإسلامي بجدة، وغيرهما.

## مؤلفاته
كتب ورسائل:
- أفعال الرسول صلى الله عليه وسلم ودلالتها في الأدلة الشرعية، رسالة دكتوراة. الطبعة الرابعة. عمان - مكتبة دار النفائس.
- الواضح في أصول الفقه للمبتدئين. الطبعة السادسة (300ص). عمان - مكتبة دار النفائس.
- زبدة التفسير من فتح القدير (وهو مختصر تفسير الشوكاني). عمان - مكتبة دار النفائس.
- نفحة العبير من زبدة التفسير. الرياض، مكتبة دار السلام، 1417هـ (1521ص).
- الفتيا ومناهج الإفتاء. ط3. عمان - مكتبة دار النفائس، 1413 هـ.
- الفهرسة الهجائية والترتيب المعجمي. الكويت، دار البحوث العلمية، 1391 هـ. (128ص).
- فهرس المغني في الفقه الحنبلي لابن قدامة. الكويت، دار البحوث العلمية، 1391 هـ. (108ص).
- فهرس البداية والنهاية، ونهاية البداية، لابن كثير. الكويت، دار الأرقم، 1404 ه، (428ص).
- كيف تدخل في الإسلام ( مختصر للدُّعاة). عمان - مكتبة دار النفائس، 1413هـ (58ص).
- معجم علوم اللغة العربية. عمان - مكتبة دار النفائس.
- معجم المغني لابن قدامة، بالاشتراك مع آخرين. الكويت، وزارة الأوقاف.
- المجلّى في الفقه الحنبلي: دمشق، مكتبة دار القلم، 1419 هـ، مجلدان ( 584 + 607 ص).
- أبحاث فقهية في قضايا الزكاة المعاصرة (مع آخرين) للمؤلف منها:
  - الأصول المحاسبية للتقويم في الأموال الزكوية.
  - أحكام المال الحرام، وحكم إخراج زكاته.
  - الإلزام بالزكاة في الظاهر والباطن من الأموال، ومشمولات كل منهما في العصر الحديث. عمان - مكتبة دار النفائس، 1418 هـ (170 ص).
- بحوث فقهية في قضايا اقتصادية معاصرة (مع آخرين) للمؤلف فيها:
  - التأمين على الحياة، وإعادة التأمين.
  - بدل الخلوّ.
  - بيع المرابحة كما تجربه المصارف الإسلامية.
  - الأسس والقواعد التي تحكم النظام التجاري في الإسلام.
  - الامتيازات الاتفاقية على الديون.
  - عقد السلم.
  - عقد الاستصناع.
  - آداب الاستقراض.
  - النقود وتقلب قيمة العملات.
  - صيانة الأعيان المؤجرة، وتبعية ذلك على المؤجر والمستأجر. عمان - مكتبة دار النفائس، 1418 هـ (324ص).
- أبحاث اجتهادية في الفقه الطبي. عمان - مكتبة دار النفائس.
- فقه العمل للآخرة وجزاء الأعمال وموازنتها في الكتاب والسنة.
- نيل المآرب شرح دليل الطالب في الفقه، للشيخ عبد القادر التغلبي الشيبانيّ الحنبلي. ط2. عمان - مكتبة دار النفائس، 1419 هـ. مجلدان (480 + 520 ص).
- حاشية الشيخ عبد الغني اللبدي على نيل المآرب. بيروت، دار البشائر، 1419 هـ (520ص).
- رسالتان في الصحابة للحافظ العلائي
  - إجمال الإصابة في أقوال الصحابة للعلائي، (بحث أصولي)، عمان - مكتبة دار النفائس.
  - منيف الرتبة لمن ثبت له شريف الصحبة، للعلائي، (بحث أصولي). بيروت، مؤسسة الرسالة، 1411 هـ (135ص). عمان - مكتبة دار النفائس.
- مجموع بالمناقلة والاستبدال بالأوقاف، لابن قاضي الجبل الحنبلي وآخرين. بيروت - دار الرسالة 1411 هـ.
- أبحاث فقهية متعددة ظهرت في الموسوعة الفقهية منها: تصوير. دعوة. ذكر. بيت المال. مصحف. لحية. رِقّ. أرض الحَوز.
- المستصفى من علم الأصول، للغزالي. بيروت، مؤسسة الرسالة، 1417 هـ مجلدان (440 + 541ص).

## وفاته
توفى يوم الأحد 27 ذو القعدة 1430 هـ الموافق 16 نوفمبر 2009م إثر تدهور حالته الصحية بعد نقله إلى المستشفى.